# Трентола-Дучента
Трентола-Дучента (итал. Trentola-Ducenta) — город в Италии, располагается в регионе Кампания, в провинции Казерта.
Население составляет 14 129 человек, плотность населения составляет 2355 чел./км². Занимает площадь 6 км². Почтовый индекс — 81038. Телефонный код — 081.
Покровителями города почитаются святой архангел Михаил и святой Георгий, празднование 29 сентября и 23 апреля.